# 宅吉乡
宅吉乡，是中华人民共和国贵州省貴陽市开阳县下辖的一个乡镇级行政单位。

## 行政区划
宅吉乡下辖以下地区：
堰塘村、官庄村、三联村、堡兴村和潘桐村。